# Apospasta pannosa
Apospasta pannosa là một loài bướm đêm trong họ Noctuidae.